# All the Way (opera teatrale)
All the Way è un'opera teatrale di Robert Schenkkan, vincitrice del Tony Award alla migliore opera teatrale nel 2014. Il dramma racconta gli sforzi del presidente Lyndon B. Johnson di manovrare il congresso degli Stati Uniti per far passare le leggi per i diritti civili per gli afroamericani, il Civil Rights Act del 1964.